# 47. Legislaturperiode der Schweizer Bundesversammlung

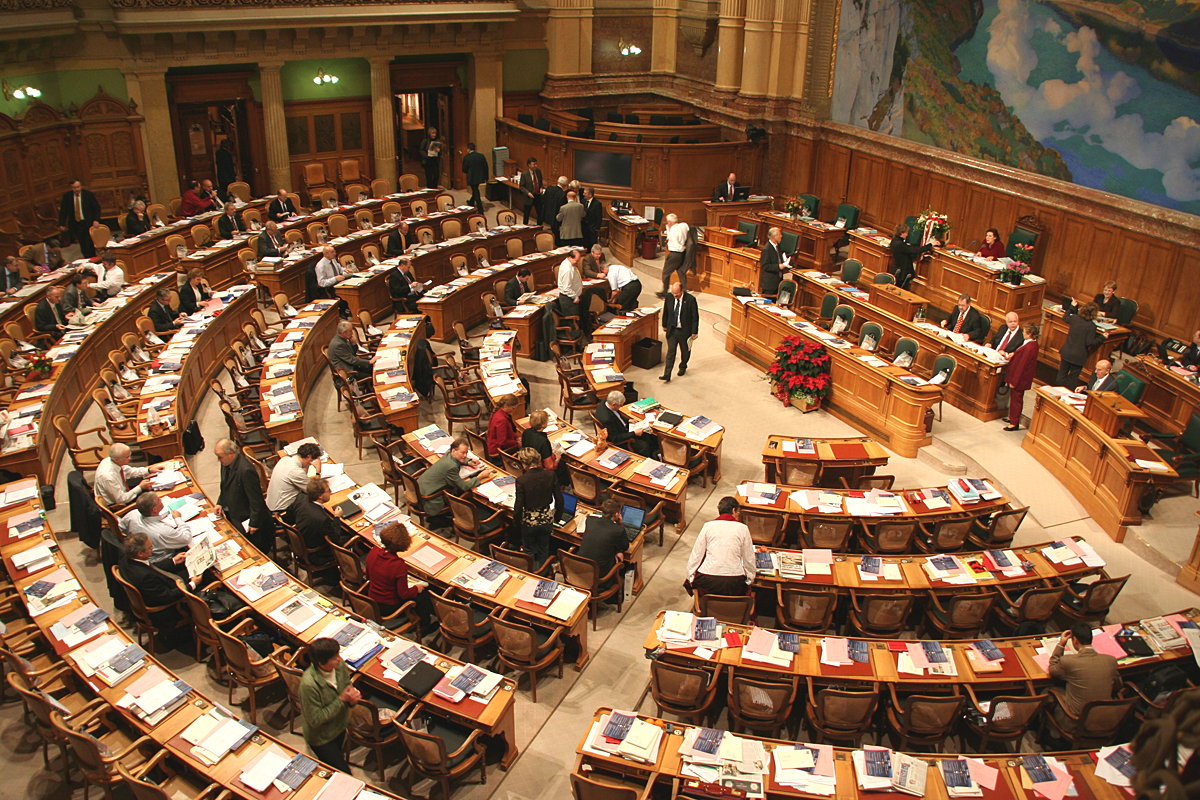
Wintersession 2006, im Bundeshaus

Die 47. Legislaturperiode der Schweizer Bundesversammlung dauerte vom 1. Dezember 2003 bis zum 3. Dezember 2007. Die beiden Parlamentskammern, der Nationalrat und der Ständerat, tagten in 16 ordentlichen Sessionen. Zur Bewältigung der Geschäftsliste wurden die parlamentarischen Räte zudem zu zwei ausserordentlichen Sessionen einberufen. Die 14. ordentliche Session wurde aufgrund der Renovationsarbeiten des Bundeshauses in Flims durchgeführt.

## Sessionen
In der Regel finden vier dreiwöchige Sessionen der Bundesversammlung pro Kalenderjahr statt. Bei hohem Arbeitsanfall oder aufgrund ausserordentlicher Ereignisse können die Räte zu zusätzlichen Sessionen einberufen werden (Sondersessionen oder ausserordentliche Sessionen). Dies war in der 47. Legislaturperiode im Mai 2004 und im Mai 2006 der Fall.
| Nr. | Beginn             | Ende              | Bezeichnung                                   |
| --- | ------------------ | ----------------- | --------------------------------------------- |
| 1.  | 1. Dezember 2003   | 19. Dezember 2003 | Wintersession 2003                            |
| 2.  | 1. März 2004       | 19. März 2004     | Frühjahrssession 2004                         |
| 3.  | 3. Mai 2004        | 7. Mai 2004       | Sondersession 2004 (Asyl- und Ausländerrecht) |
| 4.  | 1. Juni 2004       | 18. Juni 2004     | Sommersession 2004                            |
| 5.  | 20. September 2004 | 8. Oktober 2004   | Herbstsession 2004                            |
| 6.  | 19. November 2004  | 17. Dezember 2004 | Wintersession 2004                            |
| 7.  | 28. Februar 2005   | 18. März 2005     | Frühjahrssession 2005                         |
| 8.  | 30. Mai 2005       | 17. Juni 2005     | Sommersession 2005                            |
| 9.  | 19. September 2005 | 7. Oktober 2005   | Herbstsession 2005                            |
| 10. | 28. November 2005  | 16. Dezember 2005 | Wintersession 2005                            |
| 11. | 6. März 2006       | 24. März 2006     | Frühjahrssession 2006                         |
| 12. | 8. Mai 2006        | 11. Mai 2006      | Sondersession 2006                            |
| 13. | 6. Juni 2006       | 23. Juni 2006     | Sommersession 2006                            |
| 14. | 18. September 2006 | 6. Oktober 2006   | Herbstsession 2006                            |
| 15. | 4. Dezember 2006   | 20. Dezember 2006 | Wintersession 2006                            |
| 16. | 5. März 2007       | 23. März 2007     | Frühjahrssession 2007                         |
| 17. | 4. Juni 2007       | 22. Juni 2007     | Sommersession 2007                            |
| 18. | 17. September 2007 | 5. Oktober 2007   | Herbstsession 2007                            |

## Ereignisse
Eine Auswahl an wichtigen Beschlüssen während dieser Legislaturperiode:

### 2003
- Bei der Bundesratswahl am 10. Dezember wählte die Vereinigte Bundesversammlung die Mitglieder der Schweizer Regierung neu. Dabei wurde mit Ruth Metzler erstmals seit 131 Jahren ein amtierendes Mitglied der Regierung nicht wiedergewählt. Sie wurde durch Christoph Blocher ersetzt. Mit der Wahl eines zweiten SVP-Vertreters wurde die bisherige Zauberformel gesprengt. Neu setzte sich die Landesregierung aus je zwei Vertretern von SVP, SP, FDP sowie einem Mitglied der CVP zusammen.
- Die Bundesversammlung verabschiedete ein Gesetz über Stammzellenforschung. Gemäss dem Gesetz dürfen überzählige Embryonen aus künstlicher Befruchtung in der medizinischen Forschung verwendet werden. Die Erzeugung von Embryonen zu wissenschaftlichen Zwecken und alle Arten des Klonens sind verboten.
- Die Bundesversammlung beschloss ein Entlastungsprogramm für den Bundeshaushalt in der Höhe von fast 3 Milliarden Franken.
- Der Nationalrat lehnte das neue Krankenversicherungsgesetz ab.
- Die Vereinigte Bundesversammlung wählte Joseph Deiss, CVP, zum Bundespräsidenten für das Jahr 2004.

### 2004
- Die Bundesversammlung verabschiedete gegen den Widerstand des Bundesrates eine allgemeine Steueramnestie. Dadurch sollen Geldvermögen, die in Offshore-Zentren transferiert worden sind, zurückgeholt werden.
- Die Bundesversammlung ratifizierte die beiden internationalen Übereinkommen der UNO zur Bekämpfung der Terrorfinanzierung und Finanzierung terroristischer Bombenanschläge.
- Die Bundesversammlung verabschiedete das Partnerschaftsgesetz. Mit dem Gesetz erhielten homosexuelle Paare die Möglichkeit, ihre Beziehung rechtlich anerkennen zu lassen. Eingetragene Partnerschaften wurden dabei in den meisten Rechtsbereichen Verheirateten gleichgestellt.
- Die Bundesversammlung lehnte erstmals seit 1848 ein Rüstungsprogramm ab. Ausschlaggebend war die Kontroverse über den geplanten Kauf von zwei Transportflugzeugen, welcher von SVP und SP aus unterschiedlichen Gründen abgelehnt wurde.
- Die Bundesversammlung genehmigte die zweiten bilateralen Verträge mit der Europäischen Union, den Beitritt der Schweiz zum Schengener Abkommen sowie die Ausweitung der Personenfreizügigkeit auf die 10 neuen EU-Staaten.
- Der Nationalrat lehnte eine Änderung des Betäubungsmittelgesetzes ab, das unter anderem eine Entkriminalisierung des Cannabiskonsums enthalten hätte.
- Die Vereinigte Bundesversammlung wählte Samuel Schmid, SVP, zum Bundespräsidenten für das Jahr 2005.

### 2005
- Die Bundesversammlung schloss die Totalrevision der Bundesrechtspflege ab. Das Eidgenössische Versicherungsgericht wurde mit dem Bundesgericht fusioniert und die Etablierung des Bundesstrafgerichts und des Bundesverwaltungsgerichts beschlossen (siehe auch: Bundesgerichtsgesetz).
- Die Bundesversammlung hiess Massnahmen zur Bekämpfung der Schwarzarbeit gut.
- Die Bundesversammlung verabschiedete ein neues Ausländergesetz, das die Hürden für einen Zuzug aus Nicht-EU- und -EFTA-Staaten erhöht und Massnahmen zur Missbrauchsbekämpfung, zur Verbesserung der Rechtsstellung und der Integration enthält.
- Die Bundesversammlung verabschiedete ein neues Asylgesetz, welches eine Verschärfung der Vorschriften, eine Verkürzung und Vereinfachung der Verfahrens- und Beschwerdefristen brachte sowie eine Einschränkung der Sozialhilfe für abgelehnte Asylbewerber.
- Die Bundesversammlung beschloss, im Falle einer Ablehnung der Volksinitiative «Nationalbankgewinne für die AHV» 7 Milliarden Franken aus dem Verkauf des überschüssigen Nationalbankgoldes ohne Zweckbindung dem Ausgleichsfonds der AHV zu übertragen.
- Die Bundesversammlung beschloss ein Entlastungsprogramm für den Bundeshaushalt in der Höhe von fast 4,9 Milliarden Franken.
- Die Vereinigte Bundesversammlung wählte Moritz Leuenberger, SP, zum Bundespräsidenten für das Jahr 2006.

### 2006
- Bei der Bundesratswahl am 14. Juni wählte die Vereinigte Bundesversammlung Doris Leuthard, CVP, zur Bundesrätin. Sie trat die Nachfolge ihres Parteikollegen Joseph Deiss an, der per 31. Juli 2006 seinen Rücktritt erklärt hatte.
- Die Bundesversammlung beschloss die Totalrevision des Bundesgesetzes über Radio und Fernsehen, welches neue Regeln zur Konzessionierung und eine neue Gebührenverteilung brachte.
- Die Bundesversammlung hiess einen Solidaritätsbeitrag (Schweizer Beitrag an ausgewählte EU-Mitgliedstaaten) zu Gunsten der neuen EU-Staaten gut.
- Die Bundesversammlung beschloss die fünfte IV-Revision.
- Die Bundesversammlung verabschiedete die Ausführungsgesetzgebung zur Neugestaltung des Finanzausgleichs und der Aufgabenteilung zwischen Bund und Kantonen (NFA).
- Die Vereinigte Bundesversammlung wählte Micheline Calmy-Rey, SP, zur Bundespräsidentin für das Jahr 2007.

### 2007
- Die Bundesversammlung beschloss die CO₂-Abgabe auf Brennstoffe.
- Die Bundesversammlung verabschiedete das neue Stromversorgungsgesetz, welches eine schrittweise Öffnung des Elektrizitätsmarktes enthielt.
- Die Bundesversammlung verabschiedete das Unternehmenssteuerreformgesetz II, welches eine steuerliche Entlastung von Risikokapital sowie für die kleinen und mittleren Unternehmen brachte.

## Fraktionen
Als Resultat der Parlamentswahlen vom 19. Oktober 2003 ergab sich folgende Sitzverteilung:
| Fraktion                                | Fraktion                                     | Total Sitze | Partei                                    | Total Sitze | Nationalrat | Ständerat | Veränderung gegenüber 1999 |
| --------------------------------------- | -------------------------------------------- | ----------- | ----------------------------------------- | ----------- | ----------- | --------- | -------------------------- |
|                                         | Fraktion der Schweizerischen Volkspartei (V) | 64          | Schweizerische Volkspartei (SVP)          | 63          | 55          | 8         | +12                        |
| Lega dei Ticinesi (Lega)                | Fraktion der Schweizerischen Volkspartei (V) | 64          | 1                                         | 1           | –           | −1        |                            |
|                                         | Sozialdemokratische Fraktion (S)             | 61          | Sozialdemokratische Partei (SP)           | 61          | 52          | 9         | +4                         |
|                                         | Freisinnig-Liberale Fraktion (RL)            | 54          | Freisinnig-Demokratische Partei (FDP)     | 50          | 36          | 14        | −11                        |
| Liberale Partei (LPS)                   | Freisinnig-Liberale Fraktion (RL)            | 54          | 4                                         | 4           | –           | −2        |                            |
|                                         | Christlichdemokratische Fraktion (C)         | 43          | Christlichdemokratische Volkspartei (CVP) | 43          | 28          | 15        | −7                         |
|                                         | Grüne Fraktion (G)                           | 15          | Grüne Partei (Grüne)                      | 13          | 13          | –         | +4                         |
| Christlichsoziale Partei (CSP)          | Grüne Fraktion (G)                           | 15          | 1                                         | 1           | –           | –         |                            |
| Sozialistisch-Grüne Alternative (SGA)   | Grüne Fraktion (G)                           | 15          | 1                                         | 1           | –           | +1        |                            |
|                                         | EVP-EDU-Fraktion (E)                         | 5           | Evangelische Volkspartei (EVP)            | 3           | 3           | –         | –                          |
| Eidgenössisch-Demokratische Union (EDU) | EVP-EDU-Fraktion (E)                         | 5           | 2                                         | 2           | –           | +1        |                            |
|                                         | fraktionslose                                | 4           | Partei der Arbeit (PdA)                   | 2           | 2           | –         | –                          |
| SolidaritéS (Sol)                       | fraktionslose                                | 4           | 1                                         | 1           | –           | –         |                            |
| Schweizer Demokraten (SD)               | fraktionslose                                | 4           | 1                                         | 1           | –           | –         |                            |

### Mutationen während der Legislatur
- 2004 gründete Nationalrat Martin Bäumle die Grünliberale Partei (glp) und wurde daraufhin aus der Grünen-Fraktion ausgeschlossen.[3] Er war fortan fraktionslos.
- 2006 verliess Nationalrat Ulrich Siegrist die SVP-Fraktion und firmierte fortan als Fraktionsloser.

### Fraktionschefs
| Fraktion  | Fraktion                                 | Amtsdauer        | Fraktionschef/-in | Kanton           |
| --------- | ---------------------------------------- | ---------------- | ----------------- | ---------------- |
|           | Fraktion der Schweizerischen Volkspartei | 2003–2007        | Caspar Baader     | Basel-Landschaft |
|           | Sozialdemokratische Fraktion             | 2003–2006        | Hildegard Fässler | St. Gallen       |
| 2006–2007 | Sozialdemokratische Fraktion             | Ursula Wyss      | Bern              |                  |
|           | Freisinnig-Liberale Fraktion             | 2003–2005        | Fulvio Pelli      | Tessin           |
| 2005–2007 | Freisinnig-Liberale Fraktion             | Felix Gutzwiller | Zürich            |                  |
|           | Christlichdemokratische Fraktion         | 2003–2005        | Jean-Michel Cina  | Wallis           |
| 2005–2007 | Christlichdemokratische Fraktion         | Urs Schwaller    | Freiburg          |                  |
|           | Grüne Fraktion                           | 2003–2005        | Cécile Bühlmann   | Luzern           |
| 2005–2007 | Grüne Fraktion                           | Therese Frösch   | Bern              |                  |
|           | EVP-EDU-Fraktion                         | 2003–2006        | Heiner Studer     | Aargau           |
| 2006–2007 | EVP-EDU-Fraktion                         | Christian Waber  | Bern              |                  |

## Präsidien

### Nationalrat
| Amtsdauer | Amtsdauer | Ratspräsident              | Kanton           | Bemerkungen                                            |
|           | 2003      | Christoph Blocher          | Zürich           | Alterspräsident                                        |
|           | 2003/2004 | Max Binder                 | Zürich           |                                                        |
|           | 2004/2005 | Jean-Philippe Maitre       | Genf             | bis 28. Februar 2005, Rücktritt aus Gesundheitsgründen |
|           | 2005      | Thérèse Meyer              | Freiburg         | ab 8. März 2005                                        |
|           | 2005/2006 | Claude Janiak              | Basel-Landschaft |                                                        |
|           | 2006/2007 | Christine Egerszegi-Obrist | Aargau           |                                                        |

### Ständerat
| Amtsdauer | Amtsdauer | Ratspräsident   | Kanton    | Bemerkungen |
|           | 2003/2004 | Fritz Schiesser | Glarus    |             |
|           | 2004/2005 | Bruno Frick     | Schwyz    |             |
|           | 2005/2006 | Rolf Büttiker   | Solothurn |             |
|           | 2006/2007 | Peter Bieri     | Zug       |             |

## Mitglieder des Nationalrats
| Name                            | Partei    | Fraktion | Kanton                 | Bemerkungen                                                                     |
| ------------------------------- | --------- | -------- | ---------------------- | ------------------------------------------------------------------------------- |
| Abate, Fabio                    | FDP       | RL       | Tessin                 |                                                                                 |
| Aeschbacher, Ruedi              | EVP       | E        | Zürich                 |                                                                                 |
| Allemann, Evi                   | SP        | S        | Bern                   |                                                                                 |
| Amherd, Viola                   | CVP       | C        | Wallis                 | 2005 nachgerückt                                                                |
| Amstutz, Adrian                 | SVP       | V        | Bern                   |                                                                                 |
| Aubert, Josiane                 | SP        | S        | Waadt                  | 2007 nachgerückt                                                                |
| Baader, Caspar                  | SVP       | V        | Basel-Landschaft       |                                                                                 |
| Bader, Elvira                   | CVP       | C        | Solothurn              |                                                                                 |
| Banga, Boris                    | SP        | S        | Solothurn              |                                                                                 |
| Barthassat, Luc                 | CVP       | C        | Genf                   | 2005 nachgerückt                                                                |
| Baumann, J. Alexander           | SVP       | V        | Thurgau                |                                                                                 |
| Bäumle, Martin                  | GPS / glp | G / –    | Zürich                 | 2004 aus Grüner Fraktion ausgeschlossen, neu Grünliberale Partei (fraktionslos) |
| Beck, Serge                     | LPS       | RL       | Waadt                  |                                                                                 |
| Berberat, Didier                | SP        | S        | Neuenburg              |                                                                                 |
| Bernhardsgrütter, Urs           | GPS       | G        | St. Gallen             | 2006 nachgerückt                                                                |
| Bezzola, Duri                   | FDP       | RL       | Graubünden             | 2007 zurückgetreten                                                             |
| Bigger, Elmar                   | SVP       | V        | St. Gallen             |                                                                                 |
| Bignasca, Attilio               | Lega      | V        | Tessin                 |                                                                                 |
| Binder, Max                     | SVP       | V        | Zürich                 |                                                                                 |
| Blocher, Christoph              | SVP       | V        | Zürich                 | 2003 zurückgetreten (Wahl in den Bundesrat)                                     |
| Borer, Roland                   | SVP       | V        | Solothurn              |                                                                                 |
| Bortoluzzi, Toni                | SVP       | V        | Zürich                 |                                                                                 |
| Bruderer, Pascale               | SP        | S        | Aargau                 |                                                                                 |
| Brun, Franz                     | CVP       | C        | Luzern                 |                                                                                 |
| Brunner, Toni                   | SVP       | V        | St. Gallen             |                                                                                 |
| Brunschwig Graf, Martine        | FDP       | RL       | Genf                   |                                                                                 |
| Büchler, Jakob                  | CVP       | C        | St. Gallen             |                                                                                 |
| Bugnon, André                   | SVP       | V        | Waadt                  |                                                                                 |
| Bühlmann, Cécile                | GPS       | G        | Luzern                 | 2006 zurückgetreten                                                             |
| Bührer, Gerold                  | FDP       | RL       | Schaffhausen           |                                                                                 |
| Burkhalter, Didier              | FDP       | RL       | Neuenburg              |                                                                                 |
| Carobbio Guscetti, Marina       | SP        | S        | Tessin                 | 2007 nachgerückt                                                                |
| Cassis, Ignazio                 | FDP       | RL       | Tessin                 | 2007 nachgerückt                                                                |
| Cathomas, Sep                   | CVP       | C        | Graubünden             |                                                                                 |
| Cavalli, Franco                 | SP        | S        | Tessin                 | 2007 zurückgetreten                                                             |
| Chappuis, Liliane               | SP        | S        | Freiburg               | 2007 nachgerückt, 2007 verstorben                                               |
| Chevrier, Maurice               | CVP       | C        | Wallis                 |                                                                                 |
| Christen, Yves                  | FDP       | RL       | Waadt                  | 2006 zurückgetreten                                                             |
| Cina, Jean-Michel               | CVP       | C        | Wallis                 | 2005 zurückgetreten                                                             |
| Cuche, Fernand                  | GPS       | G        | Neuenburg              | 2005 zurückgetreten                                                             |
| Daguet, André                   | SP        | S        | Bern                   |                                                                                 |
| Darbellay, Christophe           | CVP       | C        | Wallis                 |                                                                                 |
| de Buman, Dominique             | CVP       | C        | Freiburg               |                                                                                 |
| Donzé, Walter                   | EVP       | E        | Bern                   |                                                                                 |
| Dormond, Marlyse                | SP        | S        | Waadt                  |                                                                                 |
| Dunant, Jean Henri              | SVP       | V        | Basel-Stadt            |                                                                                 |
| Dupraz, John                    | FDP       | RL       | Genf                   |                                                                                 |
| Egerszegi-Obrist, Christine     | FDP       | RL       | Aargau                 |                                                                                 |
| Eggly, Jacques-Simon            | LPS       | RL       | Genf                   |                                                                                 |
| Engelberger, Eduard             | FDP       | RL       | Nidwalden              |                                                                                 |
| Fasel, Hugo                     | CSP       | G        | Freiburg               |                                                                                 |
| Fässler-Osterwalder, Hildegard  | SP        | S        | St. Gallen             |                                                                                 |
| Fattebert, Jean                 | SVP       | V        | Waadt                  |                                                                                 |
| Favre, Charles                  | FDP       | RL       | Waadt                  |                                                                                 |
| Fehr, Hans                      | SVP       | V        | Zürich                 |                                                                                 |
| Fehr, Hans-Jürg                 | SP        | S        | Schaffhausen           |                                                                                 |
| Fehr, Jacqueline                | SP        | S        | Zürich                 |                                                                                 |
| Fehr, Mario                     | SP        | S        | Zürich                 |                                                                                 |
| Fluri, Kurt                     | FDP       | RL       | Solothurn              |                                                                                 |
| Föhn, Peter                     | SVP       | V        | Schwyz                 |                                                                                 |
| Freysinger, Oskar               | SVP       | V        | Wallis                 |                                                                                 |
| Frösch, Therese                 | GB        | G        | Bern                   |                                                                                 |
| Füglistaller, Lieni             | SVP       | V        | Aargau                 | 2005 nachgerückt                                                                |
| Gadient, Brigitta               | SVP       | V        | Graubünden             |                                                                                 |
| Galladé, Chantal                | SP        | S        | Zürich                 |                                                                                 |
| Garbani, Valérie                | SP        | S        | Neuenburg              |                                                                                 |
| Genner, Ruth                    | GPS       | G        | Zürich                 |                                                                                 |
| Germanier, Jean-René            | FDP       | RL       | Wallis                 |                                                                                 |
| Giezendanner, Ulrich            | SVP       | V        | Aargau                 |                                                                                 |
| Glanzmann-Hunkeler, Ida         | CVP       | C        | Luzern                 | 2006 nachgerückt                                                                |
| Glasson, Jean-Paul              | FDP       | RL       | Freiburg               |                                                                                 |
| Glur, Walter                    | SVP       | V        | Aargau                 |                                                                                 |
| Goll, Christine                 | SP        | S        | Zürich                 |                                                                                 |
| Graf, Maya                      | GPS       | G        | Basel-Landschaft       |                                                                                 |
| Graf-Litscher, Edith            | SP        | S        | Thurgau                | 2005 nachgerückt                                                                |
| Gross, Andreas                  | SP        | S        | Zürich                 |                                                                                 |
| Gross, Jost                     | SP        | S        | Thurgau                | 2005 gestorben                                                                  |
| Guisan, Yves                    | FDP       | RL       | Waadt                  |                                                                                 |
| Günter, Paul                    | SP        | S        | Bern                   |                                                                                 |
| Gutzwiller, Felix               | FDP       | RL       | Zürich                 |                                                                                 |
| Gyr, Josy                       | SP        | S        | Schwyz                 | 2007 gestorben                                                                  |
| Gysin, Hans Rudolf              | FDP       | RL       | Basel-Landschaft       |                                                                                 |
| Gysin, Remo                     | SP        | S        | Basel-Stadt            |                                                                                 |
| Häberli-Koller, Brigitte        | CVP       | C        | Thurgau                |                                                                                 |
| Haering, Barbara                | SP        | S        | Zürich                 |                                                                                 |
| Haller, Ursula                  | SVP       | V        | Bern                   |                                                                                 |
| Hämmerle, Andrea                | SP        | S        | Graubünden             |                                                                                 |
| Hany, Urs                       | CVP       | C        | Zürich                 | 2006 nachgerückt                                                                |
| Hassler, Hansjörg               | SVP       | V        | Graubünden             |                                                                                 |
| Hegetschweiler, Rolf            | FDP       | RL       | Zürich                 |                                                                                 |
| Heim, Bea                       | SP        | S        | Solothurn              |                                                                                 |
| Hess, Bernhard                  | SD        | -        | Bern                   |                                                                                 |
| Hochreutener, Norbert           | CVP       | C        | Bern                   |                                                                                 |
| Hofmann, Urs                    | SP        | S        | Aargau                 |                                                                                 |
| Hollenstein, Pia                | GPS       | G        | St. Gallen             | 2006 zurückgetreten                                                             |
| Huber, Gabi                     | FDP       | RL       | Uri                    |                                                                                 |
| Hubmann, Vreni                  | SP        | S        | Zürich                 |                                                                                 |
| Humbel, Ruth                    | CVP       | C        | Aargau                 |                                                                                 |
| Hutter, Markus                  | FDP       | RL       | Zürich                 |                                                                                 |
| Hutter, Jasmin                  | SVP       | V        | St. Gallen             |                                                                                 |
| Imfeld, Adriano                 | CVP       | C        | Obwalden               |                                                                                 |
| Ineichen, Otto                  | FDP       | RL       | Luzern                 |                                                                                 |
| Janiak, Claude                  | SP        | S        | Basel-Landschaft       |                                                                                 |
| Jermann, Walter                 | CVP       | C        | Basel-Landschaft       |                                                                                 |
| Joder, Rudolf                   | SVP       | V        | Bern                   |                                                                                 |
| John-Calame, Francine           | GPS       | G        | Neuenburg              | 2005 nachgerückt                                                                |
| Jutzet, Erwin                   | SP        | S        | Freiburg               | 2007 zurückgetreten                                                             |
| Kaufmann, Hans                  | SVP       | V        | Zürich                 |                                                                                 |
| Keller, Robert                  | SVP       | V        | Zürich                 |                                                                                 |
| Kiener Nellen, Margret          | SP        | S        | Bern                   |                                                                                 |
| Kleiner, Marianne               | FDP       | RL       | Appenzell Ausserrhoden |                                                                                 |
| Kohler, Pierre                  | CVP       | C        | Jura                   |                                                                                 |
| Kunz, Josef                     | SVP       | V        | Luzern                 |                                                                                 |
| Lang, Josef                     | Al        | G        | Zug                    |                                                                                 |
| Laubacher, Otto                 | SVP       | V        | Luzern                 |                                                                                 |
| Leu, Josef                      | CVP       | C        | Luzern                 | 2006 zurückgetreten                                                             |
| Leuenberger, Ueli               | GPS       | G        | Genf                   |                                                                                 |
| Leutenegger, Filippo            | FDP       | RL       | Zürich                 |                                                                                 |
| Leutenegger Oberholzer, Susanne | SP        | S        | Basel-Landschaft       |                                                                                 |
| Leuthard, Doris                 | CVP       | C        | Aargau                 | 2006 zurückgetreten (Wahl in den Bundesrat)                                     |
| Levrat, Christian               | SP        | S        | Freiburg               |                                                                                 |
| Loepfe, Arthur                  | CVP       | C        | Appenzell Innerrhoden  |                                                                                 |
| Lustenberger, Ruedi             | CVP       | C        | Luzern                 |                                                                                 |
| Maillard, Pierre-Yves           | SP        | S        | Waadt                  | 2004 zurückgetreten                                                             |
| Maitre, Jean-Philippe           | CVP       | C        | Genf                   | 2005 zurückgetreten                                                             |
| Markwalder, Christa             | FDP       | RL       | Bern                   |                                                                                 |
| Marti, Werner                   | SP        | S        | Glarus                 |                                                                                 |
| Marty Kälin, Barbara            | SP        | S        | Zürich                 |                                                                                 |
| Mathys, Hans Ulrich             | SVP       | V        | Aargau                 |                                                                                 |
| Maury Pasquier, Liliane         | SP        | S        | Genf                   |                                                                                 |
| Meier-Schatz, Lucrezia          | CVP       | C        | St. Gallen             |                                                                                 |
| Menétrey-Savary, Anne-Catherine | GPS       | G        | Waadt                  |                                                                                 |
| Messmer, Werner                 | FDP       | RL       | Thurgau                |                                                                                 |
| Meyer-Kaelin, Thérèse           | CVP       | C        | Freiburg               |                                                                                 |
| Michel, Jürg                    | FDP       | RL       | Graubünden             | 2007 nachgerückt                                                                |
| Miesch, Christian               | SVP       | V        | Basel-Landschaft       |                                                                                 |
| Moret, Isabelle                 | FDP       | RL       | Waadt                  | 2006 nachgerückt                                                                |
| Mörgeli, Christoph              | SVP       | V        | Zürich                 |                                                                                 |
| Müller, Geri                    | GPS       | G        | Aargau                 |                                                                                 |
| Müller, Philipp                 | FDP       | RL       | Aargau                 |                                                                                 |
| Müller, Thomas                  | CVP       | C        | St. Gallen             | 2006 nachgerückt                                                                |
| Müller, Walter                  | FDP       | RL       | St. Gallen             |                                                                                 |
| Müller-Hemmi, Vreni             | SP        | S        | Zürich                 |                                                                                 |
| Müri, Felix                     | SVP       | V        | Luzern                 |                                                                                 |
| Nordmann, Roger                 | SP        | S        | Waadt                  | 2004 nachgerückt                                                                |
| Noser, Ruedi                    | FDP       | RL       | Zürich                 |                                                                                 |
| Oehrli, Fritz Abraham           | SVP       | V        | Bern                   |                                                                                 |
| Pagan, Jacques                  | SVP       | V        | Genf                   |                                                                                 |
| Parmelin, Guy                   | SVP       | V        | Waadt                  |                                                                                 |
| Pedrina, Fabio                  | SP        | S        | Tessin                 |                                                                                 |
| Pelli, Fulvio                   | FDP       | RL       | Tessin                 |                                                                                 |
| Perrin, Yvan                    | SVP       | V        | Neuenburg              |                                                                                 |
| Pfister, Gerhard                | CVP       | C        | Zug                    |                                                                                 |
| Pfister, Theophil               | SVP       | V        | St. Gallen             |                                                                                 |
| Randegger, Johannes             | FDP       | RL       | Basel-Stadt            | 2006 zurückgetreten                                                             |
| Rechsteiner, Paul               | SP        | S        | St. Gallen             |                                                                                 |
| Rechsteiner, Rudolf             | SP        | S        | Basel-Stadt            |                                                                                 |
| Recordon, Luc                   | GPS       | G        | Waadt                  |                                                                                 |
| Rennwald, Jean-Claude           | SP        | S        | Jura                   |                                                                                 |
| Rey, Jean-Noël                  | SP        | S        | Wallis                 |                                                                                 |
| Reymond, André                  | SVP       | V        | Genf                   |                                                                                 |
| Riklin, Kathy                   | CVP       | C        | Zürich                 |                                                                                 |
| Rime, Jean-François             | SVP       | V        | Freiburg               |                                                                                 |
| Robbiani, Meinrado              | CVP       | C        | Tessin                 |                                                                                 |
| Rossini, Stéphane               | SP        | S        | Wallis                 |                                                                                 |
| Roth-Bernasconi, Maria          | SP        | S        | Genf                   |                                                                                 |
| Ruey, Claude                    | LPS       | RL       | Waadt                  |                                                                                 |
| Rutschmann, Hans                | SVP       | V        | Zürich                 | 2004 nachgerückt                                                                |
| Sadis, Laura                    | FDP       | RL       | Tessin                 | 2007 zurückgetreten                                                             |
| Salvi, Pierre                   | SP        | S        | Waadt                  | 2007 zurückgetreten                                                             |
| Savary, Géraldine               | SP        | S        | Waadt                  |                                                                                 |
| Schelbert, Louis                | GPS       | G        | Luzern                 | 2006 nachgerückt                                                                |
| Schenk, Simon                   | SVP       | V        | Bern                   |                                                                                 |
| Schenker, Silvia                | SP        | S        | Basel-Stadt            |                                                                                 |
| Scherer, Marcel                 | SVP       | V        | Zug                    |                                                                                 |
| Schibli, Ernst                  | SVP       | V        | Zürich                 |                                                                                 |
| Schlüer, Ulrich                 | SVP       | V        | Zürich                 |                                                                                 |
| Schmied, Walter                 | SVP       | V        | Bern                   |                                                                                 |
| Schneider-Ammann, Johann        | FDP       | RL       | Bern                   |                                                                                 |
| Schwander, Pirmin               | SVP       | V        | Schwyz                 |                                                                                 |
| Schweizer, Urs                  | FDP       | RL       | Basel-Stadt            | 2006 nachgerückt                                                                |
| Siegrist, Ulrich                | SVP       | V / –    | Aargau                 | 2010 aus SVP-Fraktion ausgetreten                                               |
| Simoneschi-Cortesi, Chiara      | CVP       | C        | Tessin                 |                                                                                 |
| Sommaruga, Carlo                | SP        | S        | Genf                   |                                                                                 |
| Speck, Christian                | SVP       | V        | Aargau                 | 2005 gestorben                                                                  |
| Spuhler, Peter                  | SVP       | V        | Thurgau                |                                                                                 |
| Stahl, Jürg                     | SVP       | V        | Zürich                 |                                                                                 |
| Stamm, Luzi                     | SVP       | V        | Aargau                 |                                                                                 |
| Steiert, Jean-François          | SP        | S        | Freiburg               | 2007 nachgerückt                                                                |
| Steiner, Rudolf                 | FDP       | RL       | Solothurn              |                                                                                 |
| Stöckli, Hans                   | SP        | S        | Bern                   | 2004 nachgerückt                                                                |
| Strahm, Rudolf                  | SP        | S        | Bern                   | 2004 zurückgetreten                                                             |
| Studer, Heiner                  | EVP       | E        | Aargau                 |                                                                                 |
| Stump, Doris                    | SP        | S        | Aargau                 |                                                                                 |
| Suter, Marc Frédéric            | FDP       | RL       | Bern                   | 2007 nachgerückt                                                                |
| Teuscher, Franziska             | GB        | G        | Bern                   |                                                                                 |
| Thanei, Anita                   | SP        | S        | Zürich                 |                                                                                 |
| Theiler, Georges                | FDP       | RL       | Luzern                 |                                                                                 |
| Tschümperlin, Andy              | SP        | S        | Schwyz                 | 2007 nachgerückt                                                                |
| Vanek, Pierre                   | AdG       | -        | Genf                   |                                                                                 |
| Vaudroz, René                   | FDP       | RL       | Waadt                  |                                                                                 |
| Veillon, Pierre-François        | SVP       | V        | Waadt                  |                                                                                 |
| Vermot-Mangold, Ruth-Gaby       | SP        | S        | Bern                   |                                                                                 |
| Vischer, Daniel                 | GPS       | G        | Zürich                 |                                                                                 |
| Vollmer, Peter                  | SP        | S        | Bern                   |                                                                                 |
| Waber, Christian                | EDU       | E        | Bern                   |                                                                                 |
| Wäfler, Markus                  | EDU       | E        | Zürich                 |                                                                                 |
| Walker, Felix                   | CVP       | C        | St. Gallen             | 2006 zurückgetreten                                                             |
| Walter, Hansjörg                | SVP       | V        | Thurgau                |                                                                                 |
| Wandfluh, Hansruedi             | SVP       | V        | Bern                   |                                                                                 |
| Wasserfallen, Kurt              | FDP       | RL       | Bern                   | 2006 gestorben                                                                  |
| Wehrli, Reto                    | CVP       | C        | Schwyz                 |                                                                                 |
| Weigelt, Peter                  | FDP       | RL       | St. Gallen             | 2006 zurückgetreten                                                             |
| Weyeneth, Hermann               | SVP       | V        | Bern                   |                                                                                 |
| Widmer, Hans                    | SP        | S        | Luzern                 |                                                                                 |
| Wobmann, Walter                 | SVP       | V        | Solothurn              |                                                                                 |
| Wyss, Ursula                    | SP        | S        | Bern                   |                                                                                 |
| Zapfl, Rosmarie                 | CVP       | C        | Zürich                 | 2006 zurückgetreten                                                             |
| Zeller, Andreas                 | FDP       | RL       | St. Gallen             | 2006 nachgerückt                                                                |
| Zemp, Markus                    | CVP       | C        | Aargau                 | 2006 nachgerückt                                                                |
| Zisyadis, Josef                 | PdA       | -        | Waadt                  |                                                                                 |
| Zuppiger, Bruno                 | SVP       | V        | Zürich                 |                                                                                 |

## Mitglieder des Ständerats
Siehe Liste der Mitglieder des Schweizer Ständerats in der 47. Legislaturperiode.